# Vuelta a España 2025/3. Etappe
Die 3. Etappe der Vuelta a España 2025 findet am 25. August 2025 statt. Sie bildet den dritten Abschnitt des Auslandsstarts, der die 80. Austragung des spanischen Etappenrennens durch das italienische Piemont führt. Zwischen San Maurizio Canavese und Ceres stehen 134,6 hüglige Kilometer auf dem Programm, wobei sich das Ziel am Ende einer kurzen Schlusssteigung befindet. Nach der Zielankunft werden die Fahrer insgesamt 480,3 Kilometer absolviert haben, was 15,1 % der Gesamtdistanz der Rundfahrt entspricht.

## Streckenführung
Nach dem Start in San Maurizio Canavese führt die Strecke leicht ansteigend nach Buretta, ehe es von Front flach über Favria, Salassa, Rivarolo Canavese, Feletto, San Giorgio Canavese, Cuceglio und Agliè nach Baldissero Canavese geht. Nun folgen die Fahrer der Chiusella stromaufwärts, wobei die Straße bei leichten Steigungsprozenten nach Issiglio führt. Hier beginnt die Auffahrt zur ersten Bergwertung des Tages, die unter dem Namen Issiglio-Morris (849 m) bei Kilometer 65,8 abgenommen wird. Sie befindet sich dabei auf der SP61 und gilt als Anstieg der 2. Kategorie. Die nachfolgende Abfahrt führt nach Cuorgnè, wo bei Kilometer 78,5 der einzige Zwischensprint ausgefahren wird. Zusätzlich erfolgt hier auch ein Bonussprint. Im Anschluss folgen zwei nicht-kategorisierte Steigungen, die auf den nachfolgenden 30 Kilometern überquert werden, zunächst führt die Strecke dabei über Forno Canavese, ehe es von Rivara über Rocca Canavese nach Corio geht. Danach folgt eine längere flache Abfahrt, die die Fahrer zum Ufer der Stura di Lanzo leitet. Nachdem dieser gequert wurde, folgt die Strecke dem Fluss von Robassomero weg stromaufwärts und führt dabei durch Cafasse, Lanzo Torinese, Germagnano und Pessinetto. Dabei steigt die Straße stetig leicht an.
Die letzten 2,6 Kilometer weisen vom Abzweiger nach Mezzenile eine durchschnittliche Steigung von 3,6 % auf. Dabei werden im Finale zwei Kehren durchfahren, ehe das Ziel in Ceres auf einer Höhe von 708 Metern erreicht wird. Im Ziel wird eine Bergwertung der 4. Kategorie abgenommen.
|                            | Ort                   | Kilometer | Länge (km) | Höhe (m) | Ø Steigung |
| -------------------------- | --------------------- | --------- | ---------- | -------- | ---------- |
| Start                      | San Maurizio Canavese | 0,0       |            |          |            |
| Bergwertung (2. Kategorie) | Issiglio-Morris       | 65,8      | 5,6        | 849      | 6,4 %      |
| Zwischensprint             | Cuorgnè               | 78,5      |            |          |            |
| Bonussprint                | Cuorgnè               | 78,5      |            |          |            |
| Bergwertung (4. Kategorie) | Ceres                 | 134,6     | 2,6        | 708      | 3,6 %      |
| Ziel                       | Ceres                 | 134,6     |            |          |            |

## Ergebnis
| \| Etappenergebnis \| Etappenergebnis \| Etappenergebnis \| Etappenergebnis \| Etappenergebnis \| \| Fahrer \| Fahrer \| Land \| Team \| Zeit \| \| --------------- \| --------------- \| --------------- \| --------------- \| --------------- \| |        |      |      |      |
| |        |      |      |      |
| Quelle: ProCyclingStats |        |      |      |      |
| Etappenergebnis |        |      |      |      |
| Fahrer | Fahrer | Land | Team | Zeit |

## Gesamtstände
| \| Gesamtwertung \| Gesamtwertung \| Gesamtwertung \| Gesamtwertung \| Gesamtwertung \| \| Fahrer \| Fahrer \| Land \| Team \| Zeit \| \| ------------- \| ------------- \| ------------- \| ------------- \| ------------- \| |        |      |      |      |
| |        |      |      |      |
| Quelle: ProCyclingStats |        |      |      |      |
| Gesamtwertung |        |      |      |      |
| Fahrer | Fahrer | Land | Team | Zeit |

| Punktewertung | Punktewertung | Punktewertung | Punktewertung | Punktewertung |
| Fahrer        | Fahrer        | Land          | Team          | Punkte        |
| ------------- | ------------- | ------------- | ------------- | ------------- |

| Bergwertung | Bergwertung | Bergwertung | Bergwertung | Bergwertung |
| Fahrer      | Fahrer      | Land        | Team        | Punkte      |
| ----------- | ----------- | ----------- | ----------- | ----------- |

| Nachwuchswertung | Nachwuchswertung | Nachwuchswertung | Nachwuchswertung | Nachwuchswertung |
| Fahrer           | Fahrer           | Land             | Team             | Zeit             |
| ---------------- | ---------------- | ---------------- | ---------------- | ---------------- |

| Mannschaftswertung | Mannschaftswertung | Mannschaftswertung | Mannschaftswertung |
| Team               | Team               | Land               | Zeit               |
| ------------------ | ------------------ | ------------------ | ------------------ |